# PTZ攝影機
平移-俯仰-對焦攝影機（PTZ攝影機）是一種能夠水平平移（從左到右）、垂直傾斜（上下）和變焦（縮放）攝影機。 PTZ 攝影機通常置於哨所，讓員工可以主動使用攝影機遙控器去管理。它們的主要功能是監視需要 180 或 360度觀看範圍的廣闊開放區域。根據攝影機使用的軟體，也可以將它們設定為自動監視活動區域或是依定義好的排程操作。

## 功能
PTZ攝影機可以透過電腦軟體遠端控制，也可以由人手動控制以辨識模式和個體。 PTZ 攝影機可以放大、向各個方向平移、以及利用伺服電機上下傾斜來調整拍攝的影像。
攝影機的對焦會觸發攝影機所關注主體的對應電動放大。此外，多功能的鏡頭使攝影機能捕捉到可能會被遺漏的獨特視角和細節。